# يوحنا كينيدي
يوحنا كينيدي (بالإنجليزية: John Kennedy)‏ (4 سبتمبر 1939 في المملكة المتحدة - ) هو لاعب كرة قدم بريطاني في مركز حراسة المرمى. شارك مع منتخب بريطانيا العظمى تحت 23 سنة لكرة القدم. أما مع النوادي، فقد لعب مع ليسبورن ديستليري ونادي سلتيك وLincoln United F.C. ‏ ولينكولن سيتي أف سي وديترويت كوجرز وIrish League representative team ‏.

## وصلات خارجية
- يوحنا كينيدي على موقع قاعدة بيانات كرة القدم.إي يو (الإنجليزية)
- يوحنا كينيدي على موقع قاعدة بيانات كرة القدم.إي يو (الإنجليزية)
- يوحنا كينيدي على موقع قاعدة بيانات كرة القدم.إي يو (الإنجليزية)
- يوحنا كينيدي على موقع قاعدة بيانات كرة القدم.إي يو (الإنجليزية)